# Charles Henderson Yoakum
Charles Henderson Yoakum (* 10. Juli 1849 in Tehuacana, Limestone County, Texas; † 1. Januar 1909 in Fort Worth, Texas) war ein US-amerikanischer Politiker. Zwischen 1895 und 1897 vertrat er den Bundesstaat Texas im US-Repräsentantenhaus.

## Werdegang
Charles Yoakum besuchte das Larissa College im Cherokee County und danach das Cumberland College. Nach einem anschließenden Jurastudium und seiner 1874 erfolgten Zulassung als Rechtsanwalt begann er in Emory in diesem Beruf zu arbeiten. Im Jahr 1876 war er Bezirksstaatsanwalt im Rains County. Seit 1883 praktizierte Yoakum in Greenville als Anwalt. Zwischen 1886 und 1890 war er Staatsanwalt im achten Gerichtsbezirk von Texas. Gleichzeitig schlug er als Mitglied der Demokratischen Partei eine politische Laufbahn ein. Von 1892 bis 1896 gehörte er dem Senat von Texas an.
Bei den Kongresswahlen des Jahres 1894 wurde Yoakum im dritten Wahlbezirk seines Staates in das US-Repräsentantenhaus in Washington, D.C. gewählt, wo er am 4. März 1895 die Nachfolge von Constantine B. Kilgore antrat. Bis zum 3. März 1897 konnte er eine Legislaturperiode im Kongress absolvieren. Nach dem Ende seiner Zeit im US-Repräsentantenhaus betätigte er sich wieder als Rechtsanwalt in Greenville. Zwischen 1900 und 1904 lebte er in Los Angeles; danach kehrte er nach Texas zurück. Charles Yoakum starb am Neujahrstag 1909 in Fort Worth.